# Prince Edward Theatre
Prince Edward Theatre (Teatr Księcia Edwarda) – teatr londyńskiego West Endu zlokalizowany na Old Compton Street, na północ od Leicester Square w gminie City of Westminster. Teatr został nazwany na cześć Księcia Edwarda VIII.

## Wybór wystawianych sztuk
- Evita (21 stycznia 1978 – 8 lutego 1986) – Andrew Lloyd Webber oraz Tim Rice, w rolach głównych Elaine Paige oraz David Essex
- Chess (14 maja 1986 – 8 kwietnia 1989) – Tim Rice, Björn Ulvaeus oraz Benny Andersson, w rolach głównych Elaine Paige Tommy Koreberg oraz Murray Head
- Anything Goes (4 lipca 1989 – 25 sierpnia 1990) – Cole Porter, w rolach głównych Elaine Paige, John Barrowman oraz Louise Gold.
- Children of Eden (8 stycznia 1991 – 6 kwietnia 1991) – Stephen Schwartz oraz John Caird
- The Music of Andrew Lloyd Webber (14 maja 1991 – 25 maja 1991), w roli głównej Sarah Brightman
- The Hunting of the Snark (24 października 1991 – 14 grudnia 1991) – Mike Batt
- Some Like It Hot (19 marca 1992 – 20 czerwca 1992) – Jule Styne Bob Merrill, w roli głównej Tommy Steele
- Crazy for You (3 marca 1993 – 24 lutego 1996) – George i Ira Gershwin oraz Ken Ludwig, w rolach głównych Ruthie Henshall oraz Kirby Ward
- Martin Guerre (10 lipca 1996 – 28 lutego 1998) – Claude-Michel Schönberg, Alain Boublil oraz Stephen Clarke
- Statek komediantów (28 kwietnia 1998 – 19 września 1998) – Jerome Kern oraz Oscar Hammerstein II
- West Side Story (6 października 1998 – 9 stycznia 1999) – Stephen Sondheim, Leonard Bernstein oraz Arthur Laurents
- Mamma Mia! (6 kwietnia 1999 – 27 maja 2004) – Catherine Johnson, Björn Ulvaeus oraz Benny Andersson, w rolach głównych Siobhán McCarthy, Louise Plowright oraz Jenny Galloway
- Mary Poppins (15 grudnia 2004 – 12 stycznia 2008) – Richard M. Sherman, Robert B. Sherman oraz Julian Fellows w rolach głównych Laura Michelle Kelly, Scarlett Strallen, Gavin Lee oraz Gavin Creel
- Jersey Boys (18 marca 2008 – 9 marca 2014) – Bob Gaudio na podstawie muzyki Frankie Valli oraz The Four Seasons
- Miss Saigon  (maj 2014 -) – Alain Boublil oraz Claude-Michel Schönberg.